# 5051 Ralph
5051 Ralph eller 1984 SM är en asteroid i huvudbältet, som upptäcktes 24 september 1984 av den danska astronomen Poul Jensen vid Brorfelde-observatoriet. Den är uppkallad efter Ralph F. Nielsen.
Den har den diameter på ungefär 4 kilometer och den tillhör asteroidgruppen Vesta.